# 禾叶山麦冬
禾叶山麦冬（学名：Liriope graminifolia）为百合科山麦冬属下的一个种。

## 扩展阅读
維基物種上的相關：禾叶山麦冬